# Canon
A Canon (キヤノン株式会社, Kyanon Kabushiki gaisha) é uma empresa multinacional japonesa que desenvolve e fábrica produtos como câmeras fotográficas, câmeras de vídeo, faxes, fotocopiadoras, escâneres, impressoras, sistemas de imagem, equipamentos ópticos para indústria de semicondutores, lentes profissionais para sistemas de envio de imagens, entre outros.

## História

### Origens do nome da companhia
O produto original da companhia, a câmera "Kwanon", foi escolhido como uma homenagem à deusa budista da piedade absoluta, Kuan Yin. O nome original era Precision Optical Industry, depois modificado para "Canon". Escolhido por ter um som semelhante ao nome do primeiro produto, e pelo significado de "Kwanon" implicar precisão, no que a empresa desejava associar.
Fundada em 1934, em Tóquio, Japão, criada por Takeshi Mitarai, com os funcionários da empresa (ainda pequena), o Laboratório de Instrumentos de Precisão (SKK) foi constituído em 1933 para especializar as câmeras fotográficas para melhorarem suas qualidades, sendo importadas a alto preço pelos países distintos. O primeiro produto da empresa foi fabricado ainda quando a se chamava Kwanon, nome da antiga deusa da Ásia, e mais tarde a empresa foi se chamar Canon, traduzido pelos Webster's como "padrão de comparações", por causa da ambição de a empresa chegar ao padrão chamado de Alta Tecnologia.

### Ideologia Empresarial
A Canon trabalha usando a filosofia Kyosei, que significa "viver e trabalhar juntos em busca do bem estar comum", acreditando no potencial das pessoas.
A Canon diz se destacar pela grande vontade de trabalhar dos funcionários, que segue a meta de "viver e trabalhar unidos para o bem-estar comum". A empresa também afirma que seu desempenho é resultado do investimento de 10% do lucro da venda de seus produtos, em pesquisas que aprimoram a fabricação de seus produtos.

### A Canon internacionalmente

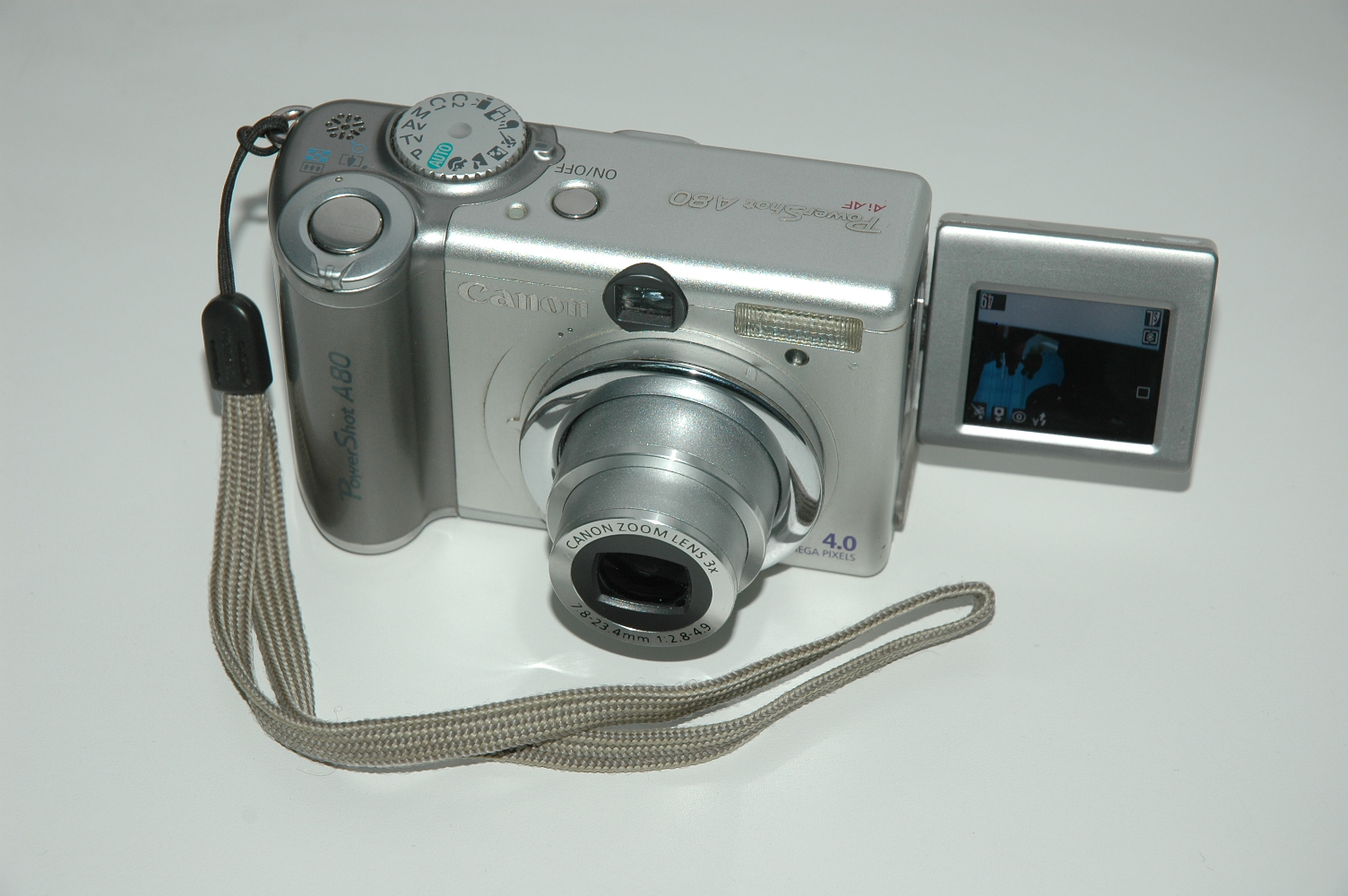
As câmeras da série PowerShot são atualmente os produtos mais conhecidos da Canon

A Canon comercializa atualmente os seus produtos em mais de 200 países com aproximadamente 115 mil funcionários, faturando cerca de 34 bilhões de dólares. A Canon, assim como no Japão, vende câmeras, copiadoras, impressoras, equipamentos óticos e lentes para uso profissionais como as de emissoras de televisão e estúdios cinematográficos.
Nos Estados Unidos, é a segunda empresa que mais possui patentes. Para sustentar uma série de pesquisas diárias para aprimorar os produtos, a Canon usa 6 milhões de dólares. 67% do capital lucrado pela Canon, provem da venda de soluções corporativas. Em 1996, a Canon lançou um Plano de Excelência Global para que em 2010 a empresa seja uma das 100 empresas que possuem os maiores índices de administração.
Em Portugal, estabeleceu-se em 2007 após a aquisição de 100% do capital da Seque (empresa de máquinas fotográficas) e da Copicanola (equipamentos e soluções para o sector empresarial).
No Brasil, atua desde 1974. Em 2021, anunciou o fechamento de sua única fábrica no país, localizada na Zona Franca de Manaus, a fábrica operou de 2013 a 2021.